# Eupithecia lividata
Eupithecia lividata là một loài bướm đêm trong họ Geometridae.